# Козловський Євген Олександрович
Євге́н Олекса́ндрович Козло́вський (7 травня 1929, с. Довськ, тепер Гомельської області, Білорусь — 21 лютого 2022) — радянський і російський геолог, член Російської академії природничих наук, професор (1975), заслужений діяч науки і техніки. Організатор геологорозвідувальних робіт і радянської геологічної науки. Державний діяч, міністр геології СРСР (1975—1989). Кандидат у члени ЦК КПРС (1976—1990), депутат Верховної ради СРСР 10—11-го скликань..

## Біографія
Народився 7 травня 1929 року в білоруському селі Довськ Журавичського району Могильовського округу (нині Рогачовський район Гомельської області Білорусі) в родині службовця. Під час німецько-радянської війни воював у партизанському загоні. З 1945 по 1948 рік служив у Радянській армії.
1948 року закінчив Мінське артилерійське училище. 1953 року закінчив Московський геологорозвідувальний інститут імені С. Орджонікідзе і почав працювати в Далекосхідному геологічному управлінні старшим буровим майстром, пізніше головним інженером Гаринської гідрогеологічної експедиції в Амурській області, заступником начальника геологічного відділу, головним інженером, начальником Комсомольської експедиції.
Член КПРС з 1955 року.
У 1965—1973 роках — начальник технічного управління Міністерства геології РСФСР, одночасно з 1970 року член колегії міністерства.
1973 року присвоєно ступінь доктора технічних наук. У 1973—1974 роках директор Всесоюзного науково-дослідного інституту економіки мінеральної сировини та геологорозвідувальних робіт (ВИЭМС) Міністерства геології СРСР і Академії наук СРСР. 1975 року присвоєно звання професор. З 1975 року очолював Міжвідомчу наукову раду з проблеми вивчення надр Землі і надглибокого буріння.
З 1974 року — заступник міністра геології СРСР, 29 грудня 1975 року призначений на посаду міністра. За період його роботи міністром були розширені геолого-розвідувальні роботи на нафту і газ в Росії, Казахстані, Туркменістані, Узбекистані, Україні, відкриті сотні родовищ нафти і газу, розвідані запаси нафти зросли на 45 %, газу в 2 рази. Значні відкриття мали місце в Західному і Східному Сибіру, Якутії, Туркменістані, Прикаспійській низовині. Посаду міністра Козловський обіймав до 7 червня 1989 року.
Голова радянської місії при постійній комісії РЕВ по співробітництву в галузі геології. 1976 року обирається депутатом Верховної ради СРСР (був депутатом до 1989 року) і висувається в кандидати до членів ЦК КПРС.
Президент XXVII сесії Міжнародного геологічного конгресу 1984 року. З 1984 року керував міжнародною програмою «Геологія і навколишнє середовище».
Завідувач кафедри оптимізації геологорозвідувальних процесів Московської державної геологорозвідувальної академії імені Серго Орджонікідзе) з 1990 по 2009 рік.
1992 року став президентом Міжнародної акціонерної геологічної компанії (МАКГО). 1995 року балотувався до Державної думи Російської Федерації від комуністичної партії. Був головою мінерально-сировинної секції Ради зовнішньоекономічної політики при Міністерстві зовнішньоекономічних зв'язків Російської Федерації.
2004 року обраний співголовою Союзу підтримки та розвитку російських сервісних компаній нафтогазового комплексу, створеного для захисту інтересів російських компаній у сфері здійснення підрядних робіт в нафтогазовому комплексі.
Член вчених рад Московської державної геологорозвідувальної академії, Санкт-Петербурзького гірничого інституту, Всесоюзного науково-дослідного інституту економіки мінеральної сировини та геологорозвідувальних робіт.
Член Російської академії природничих наук з 1992 року, член президії і віце-президент. Академік Міжнародної академії мінеральних ресурсів. Керівник групи радників Російського державного геологорозвідувального університету імені Серго Орджонікідзе.

### Наукові праці
Козловський Євген Олександрович — автор більше 500 наукових робіт, 38 монографій, великої кількості статей і винаходів в області методики, технології і техніки геологорозвідувальних робіт. У своїх роботах Козловьський сформульовав принципи розвитку і використання мінерально-сировинної бази, приділив увагу кардинальним геологічним проблемам — будова, склад і еволюція Землі, комплексному вивченню земної кори.
Головний редактор багатотомних видань:
- 1976 — «Геологія CCCP».
- 1976 — «Геологічна будова CCCP і закономірності розміщення корисних копалин» у 10 томах.
- 1980 — «Гірнича енциклопедія» у 5 томах.
- (рос.) «Кибернетические системы в разведочном бурении» (1985);
- (рос.) «Геолого-экономическая модель: новые принципы разведки и организации работ» (1989);
- (рос.) «Управление геологоразведочным производством», «Кибернетический аспект» (1990);
- (рос.) «Минерально-сырьевые проблемы России накануне XXI века» (1999);
- (рос.) «Россия: минерально-сырьевая политика и национальная безопасность» (2002);
- (рос.) «Минерально-сырьевая база топливно-энергетического комплекса России» (2004);
- (рос.) «Кольская сверхглубокая».

## Нагороди і відзнаки
За великий внесок у розвиток мінерально-сировинної бази Росії Є. О. Козловський нагороджений 6 орденами і 30 медалями СРСР.
- Орден «За заслуги перед Вітчизною» IV ступеня
- Орден «За заслуги перед Вітчизною» III ступеня
- Орден Леніна
- Орден Трудового Червоного Прапора
- Орден «Знак Пошани»
- 1964 — Ленінська премія за дослідження Комсомольського оловорудного району[5].
- 1979 — Почесний розвідник надр, Почесний нафтовик, Почесний працівник газової промисловості
- 1996 — Почесний працівник вугільної промисловості
- 1998 — Державна премія Російської Федерації
- 2002 — Державна премія Російської Федерації
- 2011 — Почесна грамота президента Російської Федерації за заслуги в галузі освіти та багаторічну плідну роботу, яку він відмовився прийняти через політичні переконання[7].